# Poa chathamica
Poa chathamica är en gräsart som beskrevs av Donald Petrie. Poa chathamica ingår i släktet gröen, och familjen gräs. Inga underarter finns listade i Catalogue of Life.